# NGC 6527
NGC 6527 في الفهرس العام الجديد، هي مجرة، تقع في كوكبة الجاثي. اكتشفت في 1 أغسطس 1866 بواسطة لويس سويفت.

## روابط خارجية
- NGC 6527 على موقع ويكي سكاي: DSS2, SDSS, GALEX, IRAS, Hydrogen α, X-Ray, Astrophoto, Sky Map, Articles and images